# Raymundo Carvalho dos Santos
Raymundo Carvalho dos Santos, né le 23 août 1923, est un ancien joueur brésilien de basket-ball.